# Shugo Chara!
Shugo Chara! (しゅごキャラ!, Shugo Kyara!), també conegut com a My Guardian Characters, és un manga shōjo japonès creat pel duo de mangakes, Peach-Pit. La història se centra en una nena que va a l'escola primària dita Amu Hinamori, molt popular entre els companys de classe, cosa que contrasta amb la seva introvertida personalitat. Quan Amu desitja pel coratge per a renàixer com hauria de ser el seu jo, se sorprèn de trobar tres colorits ous l'endemà al matí, que es desclouen en tres personatges guardians: Ran, Miki, i Su.
El manga de Shugo Chara! va començar a publicar-se al Japó el 28 de desembre de 2005 en la revista Nakayoshi i publicat per Kodansha, i va acabar de publicar-se el 3 d'agost de 2010. Guanyà en 2008 el Kodansha Manga Award pel millor manga per a xiquets.
També se'n va fer un anime de 51 episodis del mateix nom i produïda per Satelight amb la direcció de Kenji Yasuda, estrenada el 6 d'octubre de 2007 a TV Tokyo. De 2008 a 2009 se'n va emetre una seqüela anomenada Shugo Chara!! Doki— que va tenir també 51 episodis.